# Die Halbwüchsigen
Die Halbwüchsigen ist ein deutsches Stummfilmmelodram aus dem Jahre 1929 von Edmund Heuberger mit den Nachwuchsmimen Georgia Lind, Daisy d’Ora und Martin Herzberg in den Titelrollen.

## Handlung
Im Mittelpunkt des Geschehens steht die frühreife, kaum 16-jährige Lissy, ein überaus kokettes und flirtbereites Mädchen von „zweifelhafter“ Herkunft – ihre Mutter ist, wie sich herausstellt, eine Straßendirne –, und ihre „beste Freundin“, die noch jüngere und kindlich-unreife Else Maxwell, ein Mädchen aus gutem Hause. Else ist, obwohl eigentlich für eine Beziehung noch viel zu grün hinter den Ohren, mit dem deutlich älteren Richard verbandelt. Lissy geht im Hause Maxwell ein und aus und poussiert auf Teufel komm raus mit Elses Bruder Richard, ebenfalls noch ein Halbwüchsiger, wie der Filmtitel insinuiert. Dies aber hindert Lissy jedoch nicht daran, auch dem Hausherrn, dem Ingenieur Maxwell, provozierende Blicke zuzuwerfen, worauf der deutlich ältere Mann durchaus reagiert und sie schließlich begattet.
Von nun an beginnt Lissys unaufhörlicher Abstieg zu einem alle Moral hinter sich lassenden Mädchen, dass sich zu prostituieren beginnt. Sie gerät in die Fänge eines Hochstaplers, der sie zu erpressen versucht und Lissys Jugend und Unerfahrenheit hemmungslos ausnutzt. Als ihr zurückgelassener Liebster Hans aus einem Gespräch seines Vaters mit dem charakterlosen Ganoven Ralph van Alst von den Umständen von Lissys Niedergang erfährt, greift er zur Waffe und schießt den Schurken kurzerhand nieder. Dieser wird dabei schwer verwundet. Hans gerät in Polizeigewahrsam, doch als der 40-jährige Vater seine Aussage macht und die Schuld von Hans auf sich nimmt, erhält Hans mit einem Jahr Gefängnishaft nur eine milde Strafe.

## Produktionsnotizen
Die Halbwüchsigen entstand im April und Mai 1929 im Filmatelier von Staaken bei Berlin und wurde am 19. August desselben Jahres von der Zensur zunächst mit Jugendverbot belegt. Nach mehreren vorgenommenen Schnitten passierte der Streifen die Zensur am 28. August 1929 und wurde am 24. September desselben Jahres in Berlins Primus-Palast uraufgeführt. Die Originallänge betrug zunächst 1943 Meter, nach den Schnitt erhielt der mit Jugendverbot belegte Sechsakter eine Länge von knapp 1890 Metern. 
Produzent Gustav Althoff übernahm auch die Produktionsleitung. Gustav A. Knauer und Willy Schiller gestalteten die Filmbauten.

## Kritik
„Alles in allem ein interessierendes, im Manuskript geschickt entwickeltes Thema, Edmund Heuberger und Eduard Andrés füllen den schmalen Rahmen dieses Althoff-Films mit Inhalt. (…) Die angedeuteten Probleme der Jugenderziehung sollen wohl nur einem aktuellen Bedürfnis der großen Masse dienen, ernstzunehmen sind diese Filmthesen nicht. (…) Edmund Heuberger inszeniert gefällig, wenn auch mit groben und nicht immer durchdachten Mitteln. (…) Von den Darstellern interessieren das Luderchen Georgia Lind und der edle Jüngling Martin Herzberg. Anton Pointner wird leider zu schweren Übertreibungen, besonders zu Beginn, verleitet.“

„Filmen wie diesem kann man nicht anders zu Leibe gehen, als daß man versucht, sie ernst zu nehmen. (…) Da kein Funke Echtheit in diesem Geschehen ist und kein Funke Gestaltungskraft in der Regie …, sind Forderungen an die Schauspieler schwerlich zu stellen. Georgia Lind spielt die gefährliche Halbwüchsige immerhin so, wie sich die Phantasie dieses Films vorstellt, betont unmoralisch, kokett und blickewerfend. Angelo Ferrari liefert immerhin noch den Typ des Gentlemanverbrechers …“